# Danh sách phim cấp III Hồng Kông
Sau đây là danh sách phim cấp III được sản xuất tại Hồng Kông. Theo hệ thống phân cấp phim ở Hồng Kông được giới thiệu vào năm 1988, hạn chế áp dụng cho phim cấp III được xác định: "Không cho người dưới 18 tuổi được phép thuê, mua hoặc xem phim này trong rạp chiếu phim." Điều này áp dụng cho các bộ phim được sản xuất ở Hồng Kông hoặc những nơi khác.
Xếp hạng cấp/ loại III có thể áp dụng cho các bộ phim được sản xuất ở bất kỳ đâu. Danh sách dưới đây chỉ chứa những phim cấp III được sản xuất tại Hồng Kông.

## Phim trước năm 1988
Các bộ phim phát hành trước năm 1988 được đánh giá hồi tố khi hệ thống xếp hạng được giới thiệu.
- Lời thú tội của một Nhân tình (1976)
- Những Kẻ Lừa đảo Tình yêu (1976)
- Lewd Lizard (1979) hay còn gọi là Thằn lằn máu
- Những con thú (1980)
- Cuộc Gặp gỡ Nguy hiểm của Loại Đầu tiên (1980)
- Corpse Mania (1981)
- Devil Fetus (1983)
- Seeding of a Ghost (1983)
- Sở hữu (1983)
- Kinh dị Rết (1984)
- Sở hữu II (1984)
- The hiếp dâm sau (1984)
- Bố già Hồng Kông (1985)
- Lời nguyền thứ bảy (1986)

## Phim 1988–99
Thời kỳ này thường được coi là thời kỳ mà hầu hết các bộ phim khai thác Hồng Kông cấp III được sản xuất.
- Men Behind the Sun (1988)
- Her Vengeance (1988)
- School on Fire (1988)
- Gunmen (1988)
- Bloody Brotherhood (1989)[1]
- Triads: The Inside Story (1989)
- Runaway Blues (1989)
- An Eye for an Eye (1990)
- Hong Kong Gigolo (1990)
- Queen of Temple Street (1990)[2]
- The Blue Jean Monster (1991)[3]
- Fist of Fury 1991 (1991)
- Sex and Zen (1991)
- Riki-Oh: The Story of Ricky (1991)
- Robotrix (1991)
- Pretty Woman (1991)
- Cash On Delivery (1992)
- Dr. Lamb (1992)
- Basic Impulse (1992)
- Men Behind the Sun 2 (1992) a.k.a. Maruta 2: Laboratory of the Devil
- Prostitute (1992)
- My Wife's Lover (1992)
- Invincible (1992)
- Naked Killer (1992), directed by Clarence Fok
- No Guilty (1992)
- Suburb Murder (1992)
- Offense Storm (1993)
- The Other Side Of Dolls (1993)
- Perfect Exchange (1993)
- My Better Half (1993)
- Fatal Love (1993)
- Rape in Public Sea (1993)
- Love to Kill (1993)[4]
- Crazy Love (1993) aka. The Fruit is Ripe 1[5]
- Crime Story (1993)
- Daughter of Darkness (1993)[6]
- Run and Kill (1993)
- The Untold Story (1993). Anthony Wong won the Best Actor award at the 13th Hong Kong Film Awards for his role in this film.
- A Wild Party (1993)
- Retribution Sight Unseen (1993)[7] a.k.a. Three Days of a Blind Girl
- Raped by an Angel (1993)[8] Note that Raped by an Angel 2[9][10] and 5 are rated as Category IIB.
- Taxi Hunter (1993)[11]
- Women on the Run (1993), directed by David Lai and Corey Yuen
- Wai's Romance (1994)
- Water Tank Murder Mystery (1994)
- The Tragic Fantasy - Tiger of Wanchai (1994)
- Fatal Encounter (1994)
- Girls Unbutton (1994)
- Beauty Evil Rose (1994) a.k.a. The Beauty's Evil Roses[12]
- The Underground Banker (1994)[13]
- Daughter of Darkness 2 (1994)[14]
- A Day Without Policemen (1994)[15]
- Brother of Darkness (1994)[16]
- A Chinese Torture Chamber Story (1994)[17]
- Dream Lovers (1994)
- Red to Kill (1994)[18]
- Eternal Evil of Asia (1995)
- Diary of a Serial Killer (1995)
- A Sudden Love (1995)
- Sex and Zen II (1996)
- Trilogy of Lust 2 (1996) a.k.a. Portrait of a Serial Killer
- Viva Erotica (1996).[19] Nominated for Best Film at the 16th Hong Kong Film Awards.
- Ebola Syndrome (1996)
- Horrible High Heels (1996)
- The Intruder (1997)
- Peeping Tom (1997)
- The Fruit is Swelling (1997) aka. The Fruit is Ripe 2[20]
- Happy Together (1997), directed by Wong Kar-wai
- Nude Fear (1998)
- Young and Dangerous: The Prequel (1998)
- Sex and Zen III (1998)
- The Untold Story 2 (1998)
- Raped by an Angel 3: Sexual Fantasy of the Chief Executive (1998)[21]
- A Chinese Torture Chamber Story 2 (1998)[22]
- Erotic Nightmare (1999)
- The Fruit is Ripe 3 (1999)[23]
- Iron Sister (1999),[24] starring Shu Qi
- The Untold Story 3 (1999)
- A Lamb in Despair (1999)[25]
- Raped by an Angel 4: The Raper's Union (1999)[26]

## 2000 trở về sau
- Naked Poison (2000)
- Prostitute Killers (2000)
- Spacked Out (2000)[27]
- There Is a Secret in my Soup (2001)
- Human Pork Chop (2001),[28]
- 3 Extremes II (2002). The film contains 3 segments: from South Korea, Thailand, Hong Kong
- The Peeping (2002)
- Runaway Pistol (2002)
- Emmanuelle in Hong Kong (2003)
- Fu Bo (2003)
- Night Corridor (2003)
- Sexy Soccer (2003)[29]
- Three... Extremes (2004)
- Ab-normal Beauty (2004)
- Dumplings (2004)
- Election (2005)[30]
- SPL: Sha Po Lang (2005)
- Election 2 (2006)[31]
- Dog Bite Dog (2006)
- Exiled (2006)[nb 1]
- The Heavenly Kings (2006), Solely for excessive use of explicit languages
- Whispers and Moans (2007),[32] directed by Herman Yau
- Lust, Caution (2007)
- Mad Detective (2007)
- Gong Tau: An Oriental Black Magic (2007)
- Fatal Move (2008)
- Hong Kong Bronx (2008)[33]
- Besieged City (2008)[34]
- The Unbelievable (2009)
- A Very Short Life (2009)
- Shinjuku Incident (2009)
- Revenge: A Love Story (2010)
- Love in a Puff (2010),[35] Mainly due to the positive portraying of smoking as a central theme of the film.
- 3D Sex and Zen: Extreme Ecstasy (2011)
- Vulgaria (2012)
- Tales from the Dark 1 (2013)
- Tales from the Dark 2 (2013)
- Young and Dangerous Reloaded (2013)
- 3D Naked Ambition (2014)
- The Gigolo (2015)
- The Gigolo 2 (2015)
- Đạp huyết tầm mai (2015 - bản cắt của đạo diễn)